# Período agroalfarero medio
El período agroalfarero medio es un período arqueológico usado para la clasificación de culturas arqueológicas de los pueblos originarios del noroeste argentino y del norte y centro de Chile.

## Evolución
Se desarrolla entre el 650 y el año 1000 de nuestra era. Su principal característica es la expansión cultural que registra respecto al período anterior (el período agroalfarero temprano). En este período florecen las expresiones ideológicas, tecnológicas y artísticas. En general se la considera un período de expansión de los conocimientos técnicos desarrollados por las culturas prehispánicas de la región hasta entonces.
La economía se desarrolla de manera importante dada la consolidación definitiva de los asentamientos agrícolas y pastoriles registrados en el período anterior. A su vez se consolidan poblados de tamaño considerable en los que se utilizaron variadas técnicas constructivas (diferenciadas por la región de las poblaciones en cuestión)
En lo relacionado con la producción de utensilios, se nota el gran desarrollo de técnicas alfareras con fuerte presencia iconográfica, principalmente figuras felínicas antropomorfas, que constituyeron una verdadera obsesión para estas culturas. 
Se ha comprobado que estas culturas hacían uso del cebil (sustancia alucinógena natural), probablemente en rituales relacionados con ceremonias mágicas o religiosas, lo que explica alguna de las figuras que aparecen repetidamente en las piezas halladas.
- Datos: Q5396911